# الأزمة الدستورية البيروية 2022
الأزمة الدستورية البيروفية 2022 في 7 ديسمبر 2022 حاول الرئيس البيروفي بيدرو كاستيلو حل مجلس شيوخ بيرو وذلك بعد محاولة إجراء عزل كاستيلو من قبل الهيئة التشريعية. فرض الرئيس حظر تجوال وأنشأ حكومة مؤقتة. وصفت وسائل الإعلام والمعارضون والسياسيون البيروفيون تلك الإجراءات بالانقلاب. استقال أعضاء حكومة الرئيس كاستيلو من مناصبهم بعد فترة وجيزة من إعلانه حل مجلس الشيوخ، مع رفض القوات المسلحة البيروفية إجراءات الرئيس أيضًا.
عُزل كاستيلو في نفس اليوم، ولم يعد رئيسًا بعد أن رفضت المحكمة الدستورية في بيرو حلّه لمجلس الشيوخ.